# 奈良屋 (百貨店)
奈良屋（ならや）は、1930年（昭和5年）11月1日から1972年（昭和47年）まで千葉県千葉市にあった日本の百貨店である。

## 歴史・概要
奈良屋を設立した杉本家初代・新右衛門（1704年（宝永元年） - 1776年（安永5年）9月21日）、初名・新八）は伊勢国松坂領粥見村に生まれ、14歳の時に京都・四条高倉の奈良屋勘兵衛のもとで奉公を始めたが、後に勘兵衛の廃業に伴って奈良屋安兵衛のもとに移って奉公した。後に安兵衛が武蔵国騎西に持っていた店を任され、38歳の時一旦騎西で独立したこともあったが、安兵衛の店の経営不振を知って京都に戻った。
1743年（寛保3年）8月5日に初代杉本新右衛門は奈良屋安兵衛から独立し、京呉服を仕入れて下総国（現在の千葉県）で販売する「他国店持京商人」とよばれる形式の呉服店奈良屋を京都府京都市の京都四条烏丸付近に開いた。これが奈良屋の始まりとされる。
当初は年2回程度の行商で販売していたが、二代杉本新右衛門（初代の実姉の子で初代の養子）が1764年（明和元年）11月3日、下総国佐原（現在の香取市）に店舗を開設し、1767年（明和4年）に本店を京都府京都市下京区綾小路通新町西入る矢田町の現在の杉本家住宅に移転し、三代杉本新左衛門が1807年（文化4年）12月7日、佐倉新町に店舗を開設するなど営業基盤を整えていった。奈良屋は京都で仕入れた呉服を直接関東へ運び、佐原・佐倉の店において販売した他、佐原・佐倉両店でも江戸の十組問屋と関係を持って漆器や陶磁器・和紙・木綿など他の生活必需品を販売していた。明治政府の成立直後には、当時の六代杉本新左衛門は2000両を献上し、杉本家は本拠地のあった京都では明治・大正期を通じて高額納税者として知られていた。
1909年（明治42年）9月10日に七代目杉本新左衛門為一が千葉市横町に店舗を開設して木綿類や茶などの販売を始め、11月3日には佐倉店を改装してショーウインドーを持ち、通路の両側に並べられた商品を自由に品定めできる陳列式で販売する店舗に改装し、呉服を主としながらも楽器や玩具なども扱うようになり、百貨店化への第一歩を踏み出した。
1909年（明治42年）9月10日に千葉市吾妻町の川崎銀行（現三菱UFJ銀行）横にも出店して千葉での営業活動を強化し、1930年（昭和5年）11月1日には百貨店の奈良屋千葉店を開設し、1931年（昭和6年）8月25日に法人化して株式会社奈良屋を千葉を本店として設立した。
1930年（昭和5年）11月1日に千葉市吾妻町に1,500m2の別館を開設するなどしたが、第二次世界大戦の空襲で店舗が焼失した。
戦後すぐに復旧に着手し、1945年（昭和20年）11月1日に営業を再開し、1951年（昭和26年）には総工費5000万円で増床して売場面積1,800m2の百貨店として復活（後の東館）。1951年（昭和26年）に売場面積2,743m2（後の中央館）、1962年（昭和37年）11月に売場面積5,879m2の西館を開設するなど拡張を行い、1965年（昭和40年）に売場面積9,903m2で35億円を売上げて30億円の扇屋を上回り、千葉県でトップの百貨店に成長した。
JR千葉駅前に進出した千葉そごうに対抗するため、1972年（昭和47年）10月に千葉そごうの隣に三越と合弁でニューナラヤを開業させて百貨店機能を引継ぎ、従来の店舗をファッションビルセントラルプラザに改装したため、この年をもって株式会社奈良屋としては百貨店を廃業している。奈良屋と三越の関係については、杉本家八代である杉本郁太郎が若い時に三越大阪支店で修業したのちに、奈良屋に入ってその社長になったことから関係が深まり、提携するに至った。
1984年（昭和59年）10月にはニューナラヤを千葉三越に改称して経営権を三越側に譲渡し百貨店事業から事実上撤退（2003年に直営の千葉店となるが、2017年に閉店）、2001年（平成13年）10月31日にファッションビルセントラルプラザも営業を終了して株式会社奈良屋の事業も事実上終焉し、約260年に及ぶ歴史に幕を閉じた。

## かつて存在した奈良屋の店舗
- 京成ナラヤ（千葉市本町15-1[20]）
- 松戸ナラヤ（松戸市根本351[20]）